# العلاقات الغانية الموريشيوسية
العلاقات الغانية الموريشيوسية هي العلاقات الثنائية التي تجمع بين غانا وموريشيوس.

## مقارنة بين البلدين
هذه مقارنة عامة ومرجعية للدولتين:
| وجه المقارنة                                              | غانا         | موريشيوس                 |
| --------------------------------------------------------- | ------------ | ------------------------ |
| المساحة (كم2)                                             | 238.53 ألف   | 2.04 ألف                 |
| عدد السكان (نسمة)                                         | 26.91 مليون  | 1.26 مليون               |
| الكثافة السكانية (ن./كم²)                                 | 112.82       | 617.65                   |
| العاصمة                                                   | أكرا         | بورت لويس                |
| اللغة الرسمية                                             | لغة إنجليزية | لغة إنجليزية، لغة فرنسية |
| العملة                                                    | سيدي غاني    | روبي موريشي              |
| الناتج المحلي الإجمالي (بليون دولار)                      | 47.33 مليار  | 13.34 مليار              |
| الناتج المحلي الإجمالي (تعادل القوة الشرائية) بليون دولار | 115.41 مليار | 25.36 مليار              |
| الناتج المحلي الإجمالي الاسمي للفرد دولار أمريكي          | 1.37 ألف     | 9.25 ألف                 |
| الناتج المحلي الإجمالي للفرد دولار أمريكي                 | 4.08 ألف     | 18.59 ألف                |
| مؤشر التنمية البشرية                                      | 0.579        | 0.777                    |
| رمز المكالمات الدولي                                      | +233         | +230                     |
| رمز الإنترنت                                              | .gh          | .mu                      |
| المنطقة الزمنية                                           | 00           | ت ع م+04:00              |

## منظمات دولية مشتركة
يشترك البلدان في عضوية مجموعة من المنظمات الدولية، منها:
| علم المنظمة | اسم المنظمة                                 | تاريخ انضمام غانا | تاريخ انضمام موريشيوس |
| ----------- | ------------------------------------------- | ----------------- | --------------------- |
|             | وكالة ضمان الاستثمار متعدد الأطراف          | 29 أبريل 1988     | 28 ديسمبر 1990        |
|             | الأمم المتحدة                               | 8 مارس 1957       | 24 أبريل 1968         |
|             | دول الكومنولث                               | ?                 | ?                     |
|             | الفريق المعني برصد الأرض                    | ?                 | ?                     |
|             | منظمة حظر الأسلحة الكيميائية                | ?                 | ?                     |
|             | منظمة التجارة العالمية                      | ?                 | ?                     |
|             | منظمة الشرطة الجنائية الدولية               | ?                 | ?                     |
|             | الاتحاد الأفريقي                            | ?                 | ?                     |
|             | البنك الإفريقي للتنمية                      | ?                 | ?                     |
|             | مؤسسة التنمية الدولية                       | 29 ديسمبر 1960    | 23 سبتمبر 1968        |
|             | يونسكو                                      | 11 أبريل 1958     | 25 أكتوبر 1968        |
|             | مجموعة دول أفريقيا والكاريبي والمحيط الهادئ | ?                 | ?                     |
|             | الاتحاد البريدي العالمي                     | ?                 | ?                     |
|             | البنك الدولي للإنشاء والتعمير               | 20 سبتمبر 1957    | 23 سبتمبر 1968        |
|             | الاتحاد الدولي للاتصالات                    | 17 مايو 1957      | 30 أغسطس 1969         |
|             | مؤسسة التمويل الدولية                       | 3 أبريل 1958      | 23 سبتمبر 1968        |
|             | المركز الدولي لتسوية المنازعات الاستشارية   | 14 أكتوبر 1966    | 2 يوليو 1969          |

## وصلات خارجية
- موقع وزارة الخارجية الغانية